# Fuzzing
Le fuzzing (ou test à données aléatoires) est une technique pour tester des logiciels. L'idée est d'injecter des données aléatoires dans les entrées d'un programme. Si le programme échoue (par exemple en plantant ou en générant une erreur), alors il y a des défauts à corriger. Exemples de points d'entrée d'un programme :
- Fichiers
- Périphériques (clavier, souris, etc.)
- Variables d'environnement
- Réseau
- Limitation des ressources (mémoire, disque dur, temps CPU, etc.)
- etc.

Le grand avantage du fuzzing est que l'écriture de tests est extrêmement simple, ne demande aucune connaissance du fonctionnement du système et permet de trouver des vulnérabilités facilement. D'ailleurs, le fuzzing est également utilisé pour traquer des failles de sécurité ou dans la rétro-ingénierie.
La première trace du fuzzing est la publication datant du 12 décembre 1990 : « An Empirical Study of the Reliability of UNIX Utilities »  écrite par Barton P. Miller, Lars Fredriksen, et Bryan So. Le résumé indique que durant les essais ils ont été capables de faire planter « entre 25 et 33 % des programmes utilitaires de n'importe quelle version d'UNIX ». Le rapport présente les outils de test mais également l'origine des erreurs.
Le fuzzing est tellement simple à utiliser et si efficace pour trouver des vulnérabilités que le chercheur en sécurité informatique Charlie Miller a refusé de dévoiler les vulnérabilités zero day trouvées dans le code de logiciels célèbres (contrairement au règlement du concours de sécurité informatique Pwn2Own), afin de protester contre les éditeurs qui n'utilisent pas assez cette technique simple selon lui.
Cette simplicité est toutefois à relativiser lorsqu'il s'agit de trouver des vulnérabilités dans l'implémentation de protocoles notoirement connus (HTTP par exemple) dans des serveurs. En effet, les paramètres d'entrée sont souvent testés et protégés rigoureusement (contrôle de forme), chaque erreur menant à un abandon immédiat de la routine de traitement de la requête test. La probabilité de trouver des vulnérabilités par fuzzing en un temps acceptable devient alors très faible. Pour corriger cela, il est nécessaire de recourir au « smart fuzzing », dont le concept consiste à faire varier progressivement certains paramètres de requêtes et de suites de requêtes pouvant être considérées comme légitimes par les automates cibles, ceci afin de pouvoir pénétrer plus en profondeur dans le cœur du programme attaqué et ainsi de maximiser les probabilités d'identification de vulnérabilités.
Inversement au fuzzing qui est une méthode de test par boîte noire, la méthode de test par boîte blanche analyse un système dont on connaît exactement le fonctionnement.